# Lhenice
Lhenice là một chợ huyện thuộc huyện Prachatice, vùng Jihočeský, Cộng hòa Séc.